# Зальцбургринг
Зальцбургринг — гоночная трасса в Австрии, неподалёку от Зальцбурга.
Зальцбургринг был построен в 1968 году, одновременно с А1-Ринг, в альпийской долине Нессль, между Коппелем и Хофом, восточнее Зальцбурга.
Трасса состоит из двух прямых — старт-финишной и задней — с уклонами, что делает эту 4,2-км трассу очень быстрой, а развитый рельеф делает её очень непростой. Трасса часто перестраивалась, с целью увеличения безопасности, на ней появлялись замедляющие шиканы, а также модифицирована дренажная система, что было особенно сложно ввиду положения трассы в котловине. Впрочем, это же придаёт трассе и особое очарование — трасса окружена естественными трибунами, особенно пит-комплекс.
В 1970-е гг. на трассе проводился Чемпионат Европы в классе Формула 2, здесь же тренировались и гонщики Формулы 1. Также проводились соревнования кузовных машин. С 1971 по середину 80х гг. на трассе проводился Гран-При Австрии в Чемпионате Мира по мотогонкам, собиравший до 100тыс. зрителей.
В 80е гг. на трассу приезжал старый ДТМ, а в 90-е — Немецкий Супертуринг (STW). Проводились этапы чемпионата Мира по мотогонкам (до 1994 г.). Однако теперь число гонок на трассе ограниченно 5-ю в год. Кроме того на трассе проводятся различные клубные мероприятия, учёба и тренировка водителей. Также Зальцбургринг является местом ежегодного музыкального фестиваля Frequency. Трасса вполне самоокупаема и даже делает немалый вклад в экономику региона. Эксплуатация трассы обходится в 1,5 млн Евро в год.
Арендный договор с землёй Зальцбург продлён до 2015 г. Также ведутся переговоры с компанией КТМ об использовании трассы как испытательного центра для мотоциклов.